# Hunter Tylo
Hunter Tylo (született: Deborah Jo Hunter) (Fort Worth, Texas, 1962. július 3. –) amerikai színésznő. Legismertebb szerepei: Dr. Taylor Hayes Forrester Gazdagok és szépek című sorozatban és Messua Shandar, indiai származású medika A maharadzsa lánya című négyrészes tévéfilmben.

## Élete
Jo Anne és Morris Jabez Hunter lányaként született, egy nővére Elisabeth és egy öccse Cliff van. Felvette első férje nevét így lett Deborah Morehart, majd második férje nevéből és saját vezetéknevéből lett Hunter Tylo a művészneve.

## Karrier
Tylo elsősorban TV film és szappanopera színésznő. 1985-ben debütált az All My Children című sorozatban. Ekkor találkozott második férjével Michael Tylóval, otthagyta a sorozatot és feleségül ment hozzá 1987-ben. 1989-től 1990-ig Az életünk napjai című sorozat Marina Toscanóját játszotta. 1990-ben megkapta Dr. Taylor Hayes Forrester szerepét a Gazdagok és szépek című szappanoperában, amely meghozta számára a hírnevet. 2002-ig folyamatosa játszott a sorozatban, majd 2004-ben két epizódszerepre visszatért, majd 2005-től ismét ezt stábot erősíti, egyike azon színészeknek a sorozatból, akik a kezdeti idők óta szerepelnek benne.

### A Melrose Place botrány
1996-ban Tylo úgy döntött, hogy otthagyja a Gazdagok és szépek sorozatot, ezért elment a Melrose Place szereplőválogatására, ahol Taylor McBride szerepére hallgatták meg. Mielőtt még egy epizódot is forgathattak volna Aaron Spelling kirúgta, mert Tylo bejelentette, hogy terhes. A szerepet Lisa Rinna kapta. Tylo visszatért a Gazdagok és szépekhez, Spelliget pedig beperelte hátrányos megkülönböztetés miatt. A Los Angeles-i esküdtszék $ 4.8 millió dollárt ítélt meg Tylo számára.

## Magánélete
Első férje Tom Morehart, akitől egy fia, Christopher "Chris" Morehart született.
1987-ben feleségül ment Michael Tylóhoz, akit az All My Children forgatása alatt ismert meg. Akitől három gyermeke született: Izabella Gabrielle, Katya Ariel Tylo és Michael Tylo Jr. A házasság 2005-ben ért véget.
1998-ban újszülött lányánál Katya egyik szemében rákos daganatot diagnosztizáltak. Az orvosok eltávolították a rákos sejteket a szeméből, majd megkezdték a kemoterápiát. Még ugyanebben az évben a másik szemében is rosszindulatú tumor találtak, amely később megmagyarázhatatlan módon eltűnt.
2007. október 18-án Tylo fia, az akkor 19 éves Michael belefulladt a család medencéjébe Hendersonban, Nevadában A Clark megyei halottkém megállapította, hogy a halál oka fulladás, amit egy roham okozott.
2001-ben kiadta önéletrajzát, Making a Miracle címmel.
2008 májusában távol tartó végzést kért barátja Corey Cofield ellen, majd októberben maga kérte annak visszavonását, arra hivatkozva, hogy barátja terápiára jár és állapota sokat javult.

## Filmjei
| Év   | Cím                | Eredeti cím                | Szerep                     |
| ---- | ------------------ | -------------------------- | -------------------------- |
| 2005 |                    | Hammerhead: Shark Frenzy   | Amelia Lockhart            |
| 2004 | A bizalom háza     | A Place Called Home        | Billie Jeeters             |
| 1994 | A maharadzsa lánya | The Maharaja's Daughter    | Messua Shandar             |
| 1987 | Gazdagok és szépek | The Bold and the Beautiful | Dr. Taylor Hayes Forrester |

## Fordítás
- Ez a szócikk részben vagy egészben  a   Hunter Tylo című angol Wikipédia-szócikk fordításán alapul.  Az eredeti cikk szerkesztőit annak laptörténete sorolja fel. Ez a jelzés csupán a megfogalmazás eredetét és a szerzői jogokat jelzi, nem szolgál a cikkben szereplő információk forrásmegjelöléseként.

## További információ
- Hivatalos oldal
- Hunter Tylo a Facebookon
- Hunter Tylo a PORT.hu-n (magyarul)
- Hunter Tylo az Internetes Szinkronadatbázisban (magyarul)
- Hunter Tylo az Internet Movie Database-ben (angolul)
- Hunter Tylo a Rotten Tomatoeson (angolul)